# Lista okrętów United States Navy, M
W tej sekcji listy okrętów United States Navy wymienione są nazwy wszystkich okrętów United States Navy, których nazwa zaczyna się od M.
Aby zobaczyć wyłącznie listę okrętów obecnie pozostających w służbie — patrz Lista obecnie służących okrętów United States Navy
W przypadku okrętów, których nazwa została użyta jednokrotnie, link USS "Nazwa_okrętu" kieruje do artykułu o konkretnym okręcie. Jeżeli nazwy użyto kilkakrotnie, link USS "Nazwa_okrętu" kieruje do strony ujednoznaczniającej z krótkimi opisami poszczególnych okrętów, natomiast linki następujące po nazwie kierują do tych okrętów bezpośrednio.

## M-Ma
- USS "M-1" (SS-47)
- USS "M. J. Scanlon" ()
- USS "M. M. Davis" ()
- USS "M. W. Chapin" ()
- USS "Maartensdijk" ()
- USS "Macabi" ()
- USS "Macaw" ()
- USS "Macdonough" (DD-9, DD-331, DD-351, DDG-39)
- USS "Macedonian" (1810, 1836)
- USS "Machias" (, )
- USS "Machigonne" ()
- USS "Mack" (DE-358)
- USS "MacKenzie" (TB-17, DD-175, DD-614)
- USS "Mackerel" (SS-204, SST-1)
- USS "Mackinac" (, )
- USS "Mackinaw" (1863, ,)
- USS "MacLeish" (DD-220)
- USS "Macomb" (DD-458)
- USS "Macon" (ZRS-5, CA-132)
- USS "Macona" ()
- USS "Mactobi" ()
- USS "Madawaska" (, )
- USS "Maddox" (DD-168, DD-622, DD-731)
- USS "Madera" ()
- USS "Madera County" (LST-905)
- USS "Madgie" ()
- USS "Madison" (1812, 1832, DD-425)
- USS "Madokawando" ()
- USS "Madrono" ()
- USS "Magdalena" (, )
- USS "Maggie" ()
- USS "Maggie Baker" ()
- USS "Magistrate" ()
- USS "Magnet" (, ADG-9)
- USS "Magnolia" (, )
- USS "Magoffin" (LPA-199)
- USS "Magothy" ()
- USS "Magpie" (, )
- USS "Mahackemo" ()
- USS "Mahan" (DD-102, DD-364, DDG-42, DDG-72)
- USS "Mahanna" ()
- USS "Mahaska" (1861, YN-36/YNT-4/YTB-730/YTM-730)
- USS "Mahlon S. Tisdale" (FFG-27)
- USS "Mahnomen County" (LST-)
- USS "Mahoa" ()
- USS "Mahogany" ()
- USS "Mahonese" ()
- USS "Mahoning" ()
- USS "Mahoning County" (LST-914)
- USS "Mahopac" (1864, AT-29, ATA-196)
- USS "Mail" ()
- USS "Maine" (ACR-1, BB-10, BB-69, SSBN-741)
- USS "Mainstay" ()
- USS "Maj. Bernard F. Fisher" (AK-4396)
- USS "Maj. Stephen W. Pless" (AK-3007)
- USS "Majaba" ()
- USS "Majestic" (, )
- USS "Major" (DE-796)
- USS "Major Wheeler" ()
- USS "Makah" ()
- USS "Makassar Strait" (CVE-91)
- USS "Makin Island" (CVE-93, LHD-8)
- USS "Malabar" (AF-37)
- USS "Malanao" ()
- USS "Malang" ()
- USS "Malay" ()
- USS "Malek Adhel" ()
- USS "Mallard" (, )
- USS "Malone" ()
- USS "Maloy" (DE-791)
- USS "Malvern" (1861, SP-3055, IX-138, PC-580)
- USS "Mamo" ()
- USS "Manada" ()
- USS "Manasquan" ()
- USS "Manatee" (, )
- USS "Manayunk" (1864, AN-81)
- USS "Manchester" (1812, CL-83)
- USS "Manchineel" ()
- USS "Manchuria" ()
- USS "Manderson Victory" ()
- USS "Mandeville" ()
- USS "Mango" ()
- USS "Mangrove" ()
- USS "Manhasset" ()
- USS "Manhattan" (1863, Cutter No. 30, YTB-779)
- USS "Manila" ()
- USS "Manila Bay" (CVE-61)
- USS "Manileno" (, )
- USS "Manistee" (, )
- USS "Manito II" ()
- USS "Manitou" ()
- USS "Manitowoc" (, LST-1180)
- USS "Manley" (TB-23, DD-74, DD-940)
- USS "Manlove" ()
- USS "Manna Hata" ()
- USS "Manners" ()
- USS "Mannert L. Abele" (DD-733)
- USS "Manning" (, )
- USS "Manokin" ()
- USS "Manomet" ()
- USS "Mansfield" (DD-728)
- USS "Manta" (, )
- USS "Manteo" ()
- USS "Manuwai" ()
- USS "Manville" ()
- USS "Manzanita" ()
- USS "Mapiro" (SS-376)
- USS "Maple" ()
- USS "Maquinna" ()
- USS "Maquoketa" ()
- USS "Marabout" ()
- USS "Maratanza" (1862, ,)
- USS "Marathon" (, PG-89)
- USS "Marblehead" (1861, C-11(inne języki), CL-12)
- USS "Marcasite" ()
- USS "Marcellus" ()
- USS "Marchand" (DE-249)
- USS "Marcia" (, )
- USS "Marcus" (DD-321)
- USS "Marcus Island" (CVE-77)
- USS "Marengo" ()
- USS "Margaret" ()
- USS "Margaret and Jessie" ()
- USS "Margaret and Rebecca" ()
- USS "Margaret Anderson" ()
- USS "Margaret Scott" ()
- USS "Margin" ()
- USS "Margo" ()
- USS "Marguerite" ()
- USS "Maria" ()
- USS "Maria A. Wood" ()
- USS "Maria Denning" ()
- USS "Maria J. Carlton" ()
- USS "Maria Theresa" ()
- USS "Mariana" ()
- USS "Mariano G. Vallejo" (SSBN-658)
- USS "Marias" (AO-57)
- USS "Marica" ()
- USS "Maricopa" ()
- USS "Maricopa County" (LST-988)
- USS "Marie" (, )
- USS "Marietta" (1805, 1864, PG-15, ANL-82)
- USS "Marigold" (, )
- USS "Marija" ()
- USS "Marin" (, )
- USS "Marine Adder" ()
- USS "Marine Carp" ()
- USS "Marine Fiddler" (AK-267)
- USS "Marine Lynx" (T-AP-194)
- USS "Marine Phoenix" (T-AP-195)
- USS "Marine Serpent" ()
- USS "Mariner" (, )
- USS "Marinette" ()
- USS "Marinette County" (LST-953)
- USS "Marion" (1839)
- USS "Marion County" (LST-975)
- USS "Mariveles" (, )
- USS "Marjorie M." ()
- USS "Mark" (AKL-12)
- USS "Markab" (AR-23)
- USS "Marl" ()
- USS "Marlboro" ()
- USS "Marlin" (, )
- USS "Marmora" (, )
- USS "Marne" ()
- USS "Marnell" ()
- USS "Marold" ()
- USS "Marpessa" ()
- USS "Marquette" ()
- USS "Mars" (,. AFS-1)
- USS "Marsh" (DE-699)
- USS "Marshall" (DD-676)
- USS "Marshfield" (AK-282)
- USS "Marta" ()
- USS "Martha Washington" ()
- USS "Martha’s Vineyard" ()
- USS "Martin" (, )
- USS "Martin H. Ray" ()
- USS "Martinez" ()
- USS "Marts" (DE-174(inne języki))
- USS "Marvel" ()
- USS "Marvin H. McIntyre" ()
- USS "Marvin Shields" (FF-1066)
- USS "Mary" ()
- USS "Mary Alice" ()
- USS "Mary and Betty" ()
- USS "Mary Ann" ()
- USS "Mary B. Garner" ()
- USS "Mary Frances" ()
- USS "Mary Linda" ()
- USS "Mary Louise" ()
- USS "Mary M" ()
- USS "Mary Pope" ()
- USS "Mary Sanford" ()
- USS "Mary Sears" (AGS-65)
- USS "Maryland" (1799, ACR-8, BB-46, SSBN-738)
- USS "Marysville" ()
- USS "Masbate" ()
- USS "Mascoma" ()
- USS "Mascoutah" ()
- USS "Mason" (DD-191, DE-529, DDG-87)
- USS "Mason L. Weems" ()
- USS "Massachusetts" (1791, 1845, 1860, 1869, BB-2, BB-54, BB-59)
- USS "Massasoit" (, , )
- USS "Massey" (DD-778)
- USS "Mastic" ()
- USS "Mataco" (ATF-86)
- USS "Matagorda" ()
- USS "Matanikau" (CVE-101)
- USS "Matanzas" ()
- USS "Matar" ()
- USS "Matchless" ()
- USS "Mathews" ()
- USS "Matinicus" ()
- USS "Matsonia" ()
- USS "Mattabesett" (1864)
- USS "Mattabesset" (AOG-52)
- USS "Mattaponi" ()
- USS "Matthew Vassar" ()
- USS "Mattole" ()
- USS "Matunak" ()
- USS "Mauban" ()
- USS "Maud" ()
- USS "Maui" (, )
- USS "Maumee" (1864)
- USS "Maumee" (AOT-149)
- USS "Mauna Kea" (AE-22)
- USS "Mauna Loa" (, AE-8)
- USS "Maurice J. Manuel" ()
- USS "Maurice River" ()
- USS "Maury" (DD-100, DD-401, AGS-16, AGS-39)
- USS "Mauvila" ()
- USS "Mawkaw" ()
- USS "May" ()
- USS "Mayfield" ()
- USS "Mayfield Victory" ()
- USS "Mayflower" (1866, PY-1, 1897(inne języki))
- USS "Maynard" ()
- USS "Mayo" (DD-422)
- USS "Mayrant" (DD-31, DD-402)
- USS "Maysie" ()
- USS "Mazama" ()
- USS "Mazapeta" ()

## Mc-Me
- USS "McAnn" ()
- USS "McCaffery" (DD-860)
- USS "McCall" (DD-28, DD-400)
- USS "McCalla" (DD-253(inne języki), DD-488)
- USS "McCampbell" (DDG-85(inne języki))
- USS "McCandless" (FFT-1084)
- USS "McCawley" (DD-276, AP-10)
- USS "McClelland" (DE-750)
- USS "McCloy" (FF-1038)
- USS "McClure" ()
- USS "McClusky" (FFG-41)
- USS "McConnell" (DE-163)
- USS "McCook" (DD-252(inne języki), DD-496)
- USS "McCord" (DD-534)
- USS "McCormick" (DD-223)
- USS "McCoy Reynolds" ()
- USS "McCracken" ()
- USS "McCulloch" ()
- USS "McDermut" (DD-262, DD-677)
- USS "McDougal" (DD-54, DD-358)
- USS "McDougall" (SP-3717)
- USS "McFarland" (DD-237/AVD-14)
- USS "McFaul" (DDG-74)
- USS "McGinty" ()
- USS "McGowan" (DD-678)
- USS "McInerney" (FFG-8)
- USS "McKean" (APD-5, DD-784)
- USS "McKee" (, DD-575, AS-41)
- USS "McKeever Bros." (SP-683)
- USS "McLanahan" (DD-264, DD-615)
- USS "McLane" ()
- USS "McLennan" ()
- USS "McMinnville" ()
- USS "McMorris" (DE-1036)
- USS "McNair" (DD-679)
- USS "McNulty" (DE-581)
- USS "Me-Too" ()
- USS "Meade" (DD-274, DD-602)
- USS "Meadowlark" (MSC-196)
- USS "Measure" ()
- USS "Mechanic" ()
- USS "Mecklenburg" ()
- USS "Mecosta" ()
- USS "Medea" ()
- USS "Media" ()
- USS "Mediator" ()
- USS "Medina" ()
- USS "Medregal" (SS-480)
- USS "Medrick" (, )
- USS "Medusa" (1869, AR-1)
- USS "Meeker County" (LST-980)
- USS "Megara" (ARVA-6)
- USS "Megrez" ()
- USS "Mellena" ()
- USS "Mellette" (APA-156)
- USS "Melucta" ()
- USS "Melville" (AD-2, AGOR-14 (Operated by Scripps Institution of Oceanography)
- USS "Melvin" (, DD-680)
- USS "Melvin R. Nawman" (DE-416)
- USS "Memorable" ()
- USS "Memphis" (1849, 1862, CL-13, T-AO-162, SSN-691)
- USS "Menard" ()
- USS "Menasha" ()
- USS "Menatonon" ()
- USS "Mender" (ARS(D)-2)
- USS "Mendocino" ()
- USS "Mendonca" (AKR-303)
- USS "Mendota" (, )
- USS "Menelaus" ()
- USS "Menemsha" ()
- USS "Menewa" ()
- USS "Menges" ()
- USS "Menhaden" (, SS-377)
- USS "Menifee" ()
- USS "Menkar" ()
- USS "Menominee" (, )
- USS "Menoquet" ()
- USS "Mentor" ()
- USS "Merak" (, )
- USS "Merapi" ()
- USS "Merauke" ()
- USS "Mercedes" ()
- USS "Mercedita" (1861)
- USS "Mercer" (, )
- USS "Merchant" ()
- USS "Mercurius" ()
- USS "Mercury" (, , , , )
- USS "Mercy" (AH-4, AH-8, T-AH-19)
- USS "Meredith" (, ,. DD-890)
- USS "Meredosia" ()
- USS "Merganser" (, )
- USS "Merit" ()
- USS "Merito" ()
- USS "Meriwether" ()
- USS "Mero" (SS-378)
- USS "Merrick" (LKA-97)
- USS "Merrill" (DE-392, DD-976)
- USS "Merrimac" (1864, 1898)
- USS "Merrimack" (1798, 1855, AO-37, AO-179)
- USS "Mertz" (DD-691)
- USS "Mervine" (DD-322, DD-489)
- USS "Mesa Verde" (LPD-19)
- USS "Messenger" ()
- USS "Metacom" ()
- USS "Metacomet" (1863)
- USS "Metcalf" (DD-595)
- USS "Metea" ()
- USS "Meteor" (, AKR-9)
- USS "Metha Nelson" ()
- USS "Method" ()
- USS "Metinic" ()
- USS "Metivier" ()
- USS "Metomkin" ()
- USS "Metropolis" ()
- USS "Mettawee" ()
- USS "Metuchen" ()
- USS "Mexican" ()
- USS "Mexico" ()
- USS "Meyer" (DD-279)
- USS "Meyerkord" (FF-1058)

## Mi
- USS "Miami" (1861, CL-89, SSN-755)
- USS "Miantonomah" (CMc-5, ACM-13)
- USS "Miantonomoh" (1863, BM-5)
- USS "Michelson" (AGS-23)
- USS "Michigame" ()
- USS "Michigan" (1843, BB-27, SSBN-727)
- USS "Micka" ()
- USS "Midas" (ARB-5)
- USS "Middlesex" ()
- USS "Middlesex County" (LST-983)
- USS "Midge" ()
- USS "Midland" ()
- USS "Midnight" ()
- USS "Midway" (AG-41, CVE-63, CVB-41)
- USS "Mifflin" ()
- USS "Migadan" ()
- USS "Might" ()
- USS "Mignonette" ()
- USS "Migrant" ()
- USS "Mikanopy" ()
- USS "Mikawe" ()
- USS "Milan" (YP-6)
- USS "Milford" ()
- USS "Milius" (DDG-69)
- USS "Millard County" (LST-987)
- USS "Milledgeville" (, )
- USS "Miller" (DD-535, FF-1091)
- USS "Millicoma" (AOT-73)
- USS "Mills" (DER-383)
- USS "Milton Lewis" ()
- USS "Milwaukee" (1864, C-21, CL-5, AOR-2)
- USS "Mimac" ()
- USS "Mimosa" ()
- USS "Minah" ()
- USS "Mindanao" (, )
- USS "Minden" ()
- USS "Mindoro" (1899, YAG-15, CVE-120)
- USS "Mineral County" (LST-)
- USS "Minerva" (1869, SP-425, ARL-47)
- USS "Mingo" (, )
- USS "Mingoe" ()
- USS "Minidoka" ()
- USS "Minivet" (, )
- USS "Mink" ()
- USS "Minneapolis" (C-13, CA-36)
- USS "Minneapolis-Saint Paul" (SSN-708)
- USS "Minnehaha" ()
- USS "Minnemac II" ()
- USS "Minneopa" ()
- USS "Minnesota" (1855, BB-22)
- USS "Minnesotan" ()
- USS "Minnetonka" (1867, 1869)
- USS "Minniska" ()
- USS "Minooka" ()
- USS "Minorca" ()
- USS "Minos" ()
- USS "Minotaur" (ARL-15)
- USS "Mintaka" ()
- USS "Mira" ()
- USS "Miramar" ()
- USS "Mirfak" (AK-271)
- USS "Mirna" ()
- USS "Mirth" ()
- USS "Mishawaka" ()
- USS "Mispillion" (AO-105)
- USS "Miss Anne II" ()
- USS "Miss Betsy" ()
- USS "Miss Toledo" ()
- USS "Mission Bay" (CVE-59)
- USS "Mission Buenaventura" (AO-111, AOT-1012)
- USS "Mission Capistrano" (AOT-5005)
- USS "Mission Carmel" ()
- USS "Mission De Pala" ()
- USS "Mission Dolores" ()
- USS "Mission Loreto" ()
- USS "Mission Los Angeles" ()
- USS "Mission Purisma" (AO-118)
- USS "Mission San Antonio" ()
- USS "Mission San Carlos" ()
- USS "Mission San Diego" ()
- USS "Mission San Fernando" ()
- USS "Mission San Francisco" ()
- USS "Mission San Gabriel" ()
- USS "Mission San Juan" ()
- USS "Mission San Jose" (AO-125)
- USS "Mission San Luis Obispo" ()
- USS "Mission San Luis Rey" ()
- USS "Mission San Miguel" ()
- USS "Mission San Raphael" ()
- USS "Mission Santa Ana" ()
- USS "Mission Santa Barbara" ()
- USS "Mission Santa Clara" (AO-132)
- USS "Mission Santa Cruz" ()
- USS "Mission Santa Ynez" (AOT-134)
- USS "Mission Solano" ()
- USS "Mission Soledad" ()
- USS "Mississinewa" (AO-59, AO-144)
- USS "Mississippi" (, , )
- USS "Mississippi" (1841, BB-23, BB-41, CGN-40, AG-128)
- USS "Missoula" (CA-13, APA-211)
- USS "Missouri" (1841, 1863, BB-11, BB-63 – last US battleship built)
- USS "Mist" (, )
- USS "Mistletoe" (, , )
- USS "Mitchell" (DE-43)
- USS "Mitscher" (DD-927, DDG-57)
- USS "Mizar" (, AGOR-11)
- USS "Mizpah" ()

## Mo
- USS "Moale" (DD-693)
- USS "Moana Wave" (AGOR-22)
- USS "Moanahonga" ()
- USS "Moberly" (PF-63)
- USS "Mobile" (,. CL-63, LKA-115)
- USS "Mobile Bay" (CG-53)
- USS "Mobjack" ()
- USS "Moccasin" (,. SS-5)
- USS "Mockingbird" (, MSCO-27)
- USS "Moctobi" (ATF-105)
- USS "Modoc" (1865, YT-16, WPG-46)
- USS "Moffett" (DD-362)
- USS "Mohave" (, )
- USS "Mohawk" (, , ,. ATF-170)
- USS "Mohican" (1859, 1883, SP-117)
- USS "Mohongo" ()
- USS "Moinester" (FFT-1097)
- USS "Molala" (ATF-106)
- USS "Moldegaard" ()
- USS "Momo" ()
- USS "Momsen" (DDG-92)
- USS "Mona II" ()
- USS "Mona Island" (ARG-9)
- USS "Monadnock" (1864, BM-3(inne języki), ACM-10)
- USS "Monaghan" (DD-32, DD-354)
- USS "Monarch" ()
- USS "Mongolia" ()
- USS "Monhegan" ()
- USS "Monitor" (1862 — first US ironclad warship, LSV-5)
- USS "Monmouth County" (LST-1032)
- USS "Monocacy" (1864, PG-20/PR-2)
- USS "Monomoy" ()
- USS "Monongahela" (AO-42, AO-178)
- USS "Monroe County" (LST-1038)
- USS "Monrovia" ()
- USS "Monsoon" (PC-4)
- USS "Monssen" (, DD-798)
- USS "Montague" ()
- USS "Montana" (ACR-13, BB-51, BB-67)
- USS "Montanan" ()
- USS "Montauk" (1862, , , )
- USS "Montcalm" ()
- USS "Montclair" ()
- USS "Monterey" (1863, BM-6, CVL-26, CG-61)
- USS "Montezuma" (1798, 1861, YTB-145)
- USS "Montgomery" (1776, 1813, 1861, C-9, DD-121)
- USS "Montgomery County" (LST-1041)
- USS "Monticello" (1859, AP-61, LSD-35)
- USS "Montoso" ()
- USS "Montour" (APA-101)
- USS "Montpelier" (CL-57, SSN-765)
- USS "Montrose" (APA-212)
- USS "Moodna" ()
- USS "Moody" (DD-277)
- USS "Moonstone" ()
- USS "Moore" (DE-240)
- USS "Moorsom" ()
- USS "Moosbrugger" (DD-980)
- USS "Moose" (, )
- USS "Moosehead" (SP-2047, IX-98)
- USS "Moratoc" ()
- USS "Moray" (SS-300)
- USS "Moreno" ()
- USS "Morgan County" (LST-1048)
- USS "Morning Light" ()
- USS "Morrill" ()
- USS "Morris" (1778, 1779, 1846 (I), 1846 (II), TB-14, DD-271, DD-417, PC-1179)
- USS "Morrison" (DD-560)
- USS "Morristown" ()
- USS "Morse" ()
- USS "Morton" (DD-948)
- USS "Mosholu" ()
- USS "Mosley" (DE-321)
- USS "Mosopelea" (ATF-158)
- USS "Mosquito" (, )
- USS "Mosser Bay" ()
- USS "Motive" ()
- USS "Mound City" ()
- USS "Mounsey" ()
- USS "Mount Baker" (AE-34)
- USS "Mount Hood" (, AE-29)
- USS "Mount Katmai" (AE-16)
- USS "Mount McKinley" (LCC-7)
- USS "Mount Olympus" ()
- USS "Mount Shasta" ()
- USS "Mount Vernon" (1859, 1906, AP-22, LSD-39)
- USS "Mount Washington" (AOT-5076)
- USS "Mount Whitney" (LCC-20)
- USS "Mountrail" (LPA-213)

## Mu-My
- USS "Mugford" (DD-105, DD-389)
- USS "Muir" (DE-770)
- USS "Muir Woods" (AO-139)
- USS "Mulberry" (ANL-27)
- USS "Muliphen" (LKA-61)
- USS "Mullany" (DD-325, DD-528)
- USS "Mullinnix" (DD-944)
- USS "Munaires" (1918)
- USS "Munalbro" (1916)
- USS "Munargo" (AP-20)
- USS "Munda" (CVE-104)
- USS "Mundelta" (1914)
- USS "Munindies" (1917)
- USS "Munising" (PC-1228)
- USS "Munplace" (1916)
- USS "Munrio" (1916)
- USS "Munsee" (ATF-107)
- USS "Munsomo" (1916)
- USS "Munvood" (1914)
- USS "Murphy" (DD-603)
- USS "Murray" (SP-1438, DD-97, DD-576)
- USS "Murrelet" (AM-372)
- USS "Murzim" (AK-95)
- USS "Musadora" (1864)
- USS "Muscatine" (1917, AK-197)
- USS "Muscle Shoals" (AGM-19)
- USS "Muscotah" (YT-33)
- USS "Music" (SP-1288)
- USS "Muskallunge" (SS-262)
- USS "Muskeget" (YAG-9)
- USS "Muskegon" (PF-24, YTB-763)
- USS "Muskingum" (AK-198)
- USS "Muskogee" (PF-49)
- USS "Mustang" (SP-36, IX-155)
- USS "Mustin" (DD-413, DDG-89)
- USS "Myers" (APD-105)
- USS "Myles C. Fox" (DD-829)
- USS "Myrmidon" (ARL-16)
- USS "Myrtle" (1862, 1872, SP-3289, WAGL-263)
- USS "Mystery" (SP-428, SP-2744)